# Michael Maschka
Michael Maschka (*1962 à Augsbourg) est un artiste allemand - peintre, sculpteur, graphiste et designer - du réalisme fantastique allemand. 

## Biographie
Michael Maschka a grandi à Augsbourg, il s’est familiarisé très tôt avec l’art de la Renaissance et du Baroque. Bien que dans son environnement familial, Maschka n’ait pas reçu particulièrement d’éducation artistique, sa passion pour le dessin et la peinture s’est révélée en lui déjà très jeune. Après avoir suivi au lycée d’enseignement professionnel d’Augsbourg une formation de base sur l’art, Maschka est parti en 1983 pour Berlin. Refusé à l’Université des Arts, il a commencé par des études d’éducateur spécialisé. Un métier qu’il a exercé jusqu’en 1993. En parallèle, il a exposé ses travaux à Augsbourg et Berlin. En tant qu’adepte du surréalisme et de l’art fantastique, il a rencontré en 1994 son modèle, le peintre autrichien et cofondateur de l’École de Vienne du réalisme fantastique, Ernst Fuchs. Fuchs a fait progresser Maschka qui a travaillé en tant que son assistant sur plusieurs de ses œuvres, comme l’église Saint-Jacob à Thal à côté de Graz,. Depuis, il a participé à des projets d’expositions en Europe et au-delà. Jusqu’en 2014, il fut membre du groupe créé en 2003 par Roger M. Erasmy Les Héritiers de Dali qui, avec le « Wagon de Dali », remporta des succès en France et en Allemagne. En tant que cofondateur de l’association « la société des labyrinthes » (créée en 2001), Michael Maschka s‘est engagé à soutenir les œuvres d'Edgar Ende, et à les rendre accessibles au public à travers des expositions. Il souhaite ainsi rapprocher les jeunes artistes des mécènes de l‘art fantastique. Aujourd’hui, il vit à Norlingue, dans la région de Danube-Ries en Bavière.

## Œuvre
Michael Maschka est un représentant du réalisme fantastique. Son approche formelle dans ses tableaux est réaliste et forgée du soin de la main des vieux maîtres. Méticuleux, il utilise les méthodes des vieux maîtres pour souligner les messages de ses tableaux. Le contemplateur doit être séduit à travers les énigmes évoquées dans ses tableaux fantastiques et par la sensualité palpable.  Pour cela, il utilise les images d’une réalité apparente afin de pouvoir faire ressentir les structures invisibles d’une réalité spirituelle perçue par lui-même. La nudité apparait dans plusieurs de ses tableaux, elle ne représente pas pour lui un moyen d’exhiber la sexualité mais un symbole de naturel et de vulnérabilité. Le corps féminin apparait dans ses tableaux sous les traits de l’anima en tant que côté inconscient de l’âme de l’homme. Grâce aux techniques de la peinture et de la gravure, il essaie de faire apparaitre le « Je » mis à nu et vulnérable et de le représenter en image. Il s’agit pour lui de mettre en communion parfaite l’image intérieure avec l’image extérieure. 
Maschka souhaite à travers son art renforcer la perception du contemplateur afin que celui-ci puisse regarder à nouveau par derrière le décor du monde qu’il s’est créé lui-même. Dans ses tableaux, Maschka se réfère souvent à des motifs de la mythologie germanique et grecque parce qu’ils représentent pour lui la langue universelle existante depuis des siècles des archétypes, une langue qui ne subit aucune influence temporelle ou culturelle et que les hommes comprennent de manière intuitive. Ces motifs qui gravitent toujours autour de la thématique de la destruction et du renouvellement au sein de la nature ou de l’humanité, constituent une partie importante de son langage visuel. Ils doivent libérer des éléments de notre esprit que nous pensons avoir oubliés depuis longtemps et qui cependant subsistent dans notre inconscient. La symbolique de ses tableaux vise à mener le contemplateur à la réflexion et à découvrir le monde caché de la perception sensuelle derrière la réalité apparente,,,,,,.

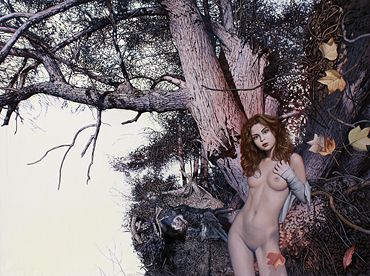
Nymphe dans la forêt
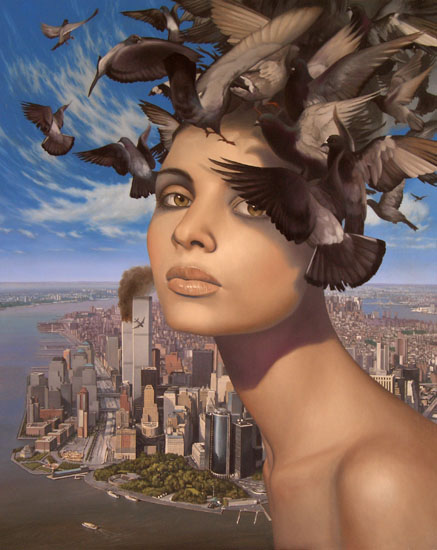
Air et terre
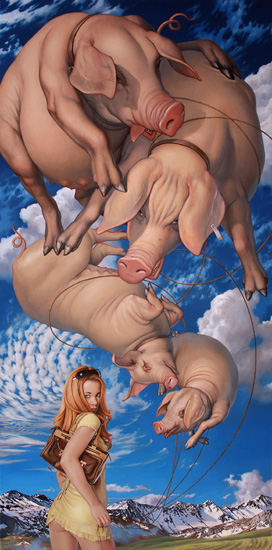
Cochons volants
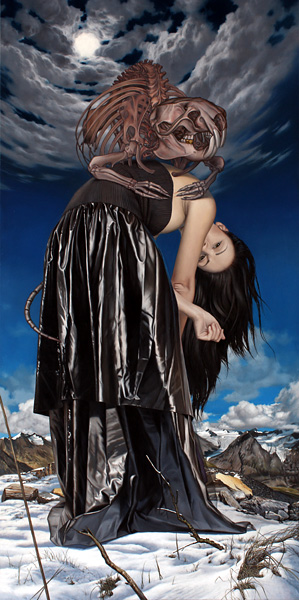
La Mort et la fille
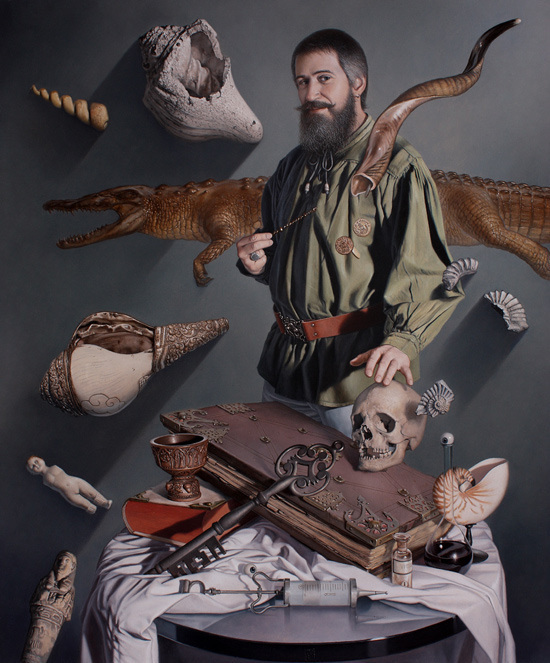
Portrait MM
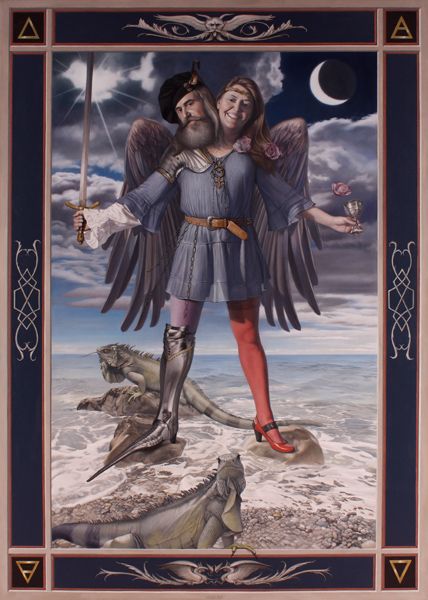
Hermaphrodite
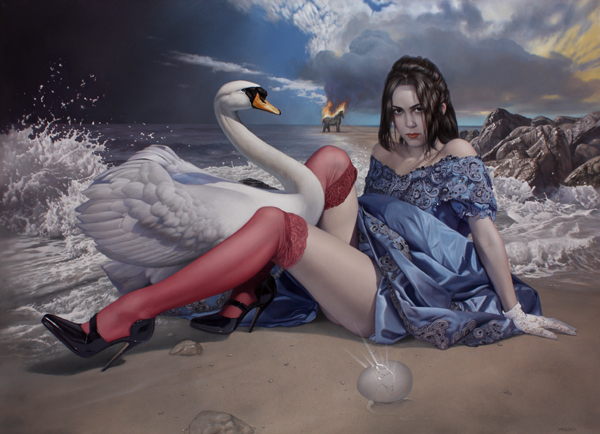
Leda et le cygne
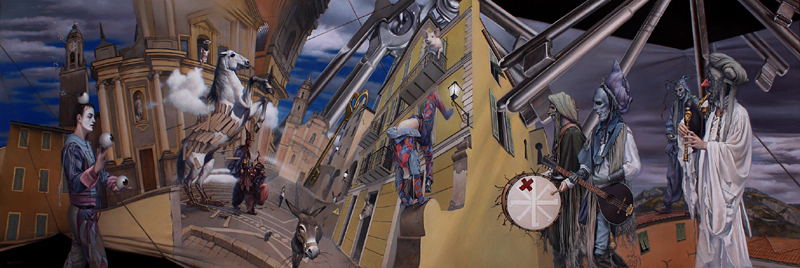
Le Cheval de Troie

## Expositions (sélection)
- 1994 : Du Fantastique au Visionnaire, Le Zittele, Venise, Italie
- 1997 : An den Quellen der Phantastik, Galerie Villa Rolandseck, Remagen, Allemagne
- 1998 : Fantastic Realism, musée de Saint-Pétersbourg, Otaru, Japon
- 2001 : Mythen - Bilder verborgener Welten, château Honhardt, Bade Wurtemberg, Allemagne
- 2002 : Parfums des femmes, 3. biennale de l’art fantastique, Saint-Germain-en-Laye, Paris, France
- 2002 : The Hart Gallery, Palm Desert, Californie, États-Unis
- 2003 : Les Héritiers de Dali, Espace Berthelot, Lyon, France
- 2005 : Hommage an H. Ch. Anderson, Château Voergaard, Danemark
- 2005 : Phantastische Welten, Citadelle Spandau, Berlin, Allemagne
- 2006 : Salon de l'art fantastique européen, Les Thermes, Le Mont Dore, France
- 2007 : Dalis Erben malen Europa, Parlement européen, Bruxelles, Belgique
- 2007 : Apokalypse, Musée d'Art Fantastique de Bruxelles, Belgique
- 2008 : Women of the world, Galerie Princesse de Kiev, Nice, France
- 2009 : International Peace Art Exhibition, Palace Pignatelli, Barcelone, Espagne
- 2010 : Plastica Narboria, hôtel de ville, Saint-Avold, France
- 2010 : Le Grand Palais, Paris, France
- 2011 : SAFE 2011, Le Mont-Dore, France
- 2011 : PhantaMorgana, mairie de Viechtach, Allemagne
- 2012 : IMAGO-Phantastic Art, château Riegersbourg, Autriche
- 2012 : Dalis Erben, musée Phantasten de Vienne, Autriche
- 2013 : Michael Maschka, mairie de Kitzingen, Allemagne
- 2013 : Dalis Erben, Grand Palais, Paris, France
- 2014 : Ungleiche Geschwister, Trierenberg Art, Traun, Autriche
- 2015 : Zwischen den Welten, Galerie CALLAS, Brême, Allemagne

## Récompenses et décorations
- 2007 : Prix d’art de la ville, Le Mont Dore, France[12],[11],[13]
- 2010 : Médaille de bronze de la Société des artistes français, Grand Palais, Paris, France[12],[14]

## Publications
- Vom Sehen zum Schauen, 1998 (monographie).
- Der Meisterträumer, 2015 (roman)  (ISBN 978-39-575107-7-8)

## Littérature
- Gerhard Habarta: Lexikon der phantastischen Künstler. Books on Demand GmbH, Norderstedt 2010,  (ISBN 978-3-8370-8427-6)
- Kulturverein Kitzingen und Umgebung PAM e.V.: Michael Maschka. Katalogbuch anlässlich der Ausstellung "Michael Maschka", Kitzingen 2013
- FANTASMUS Artbooks: IMAGINAIRE VIII - Contemporary Magic Realism, Danemark, 2015,  (ISBN 978-87-993936-8-8)